# Augusto Andaveris
Augusto Andaveris est un footballeur bolivien né le 5 mai 1979 à La Paz. Il évolue au poste d'attaquant au Club Always Ready.